# Anneke Wilbrink
Anneke Wilbrink (Zwolle, 1973) is een Nederlandse kunstschilder.

## Biografie
Anneke Wilbrinks ruimtelijke schilderijen tonen vaak imaginaire stedelijke landschappen met architectonische elementen. Wilbrink werkt vanuit een atelier in SCV Eureka.

## Waardering
Wilbrink werd in 2002 genomineerd voor de Koninklijke Subsidie voor de Schilderkunst. 
In 2004 werden haar tekeningen genomineerd voor de Prix de Rome.
In 2006 ontving ze uit handen van Koningin Beatrix de Koninklijke Prijs voor Vrije Schilderkunst.
Na haar opleiding ontving zij beurzen van het Fonds BKVB.

## Tentoonstellingen
In 2010 had Wilbrink een solotentoonstelling in kasteel Nijenhuis (Olst-Wijhe) in Heino, in gebruik als tentoonstellingsruimte van Museum de Fundatie.
Van 5 september 2020 tot en met 3 januari 2021 werd haar werk tentoongesteld in Museum de Fundatie in Zwolle.

## Opleidingen
- CABK (Christelijke Academie voor Beeldende Kunsten) in Kampen, momenteel de ArtEZ Art & Design Zwolle (1996-2000)
- Frank Mohr Instituut, Groningen (2000-2002)

## Publicatie
- Anneke Wilbrink Schilderijen, Uitgeverij Waanders. ISBN 9789040077098 (2010)